# Triméthoprime
Le triméthoprime est une molécule antibiotique mise au point par Gertrude Elion, utilisée en thérapie animale ou humaine, pour freiner le développement bactérien. c'est un agent bactériostatique.
Il est principalement utilisé en association avec le sulfaméthoxazole pour le traitement de la cystite et les infections urinaires. Cette association, le cotrimoxazole, est supposée agir de façon synergique sur les souches sensibles, mais des doutes ont été émis sur cette synergie.
Sa formule chimique est la suivante: 2,4-diamino-5-(3,4,5-trimethoxybenzyl) pyrimidine.

## Mode d'action
Le triméthoprime est actif surtout contre les procaryotes et peut en conséquence être utilisé en thérapie animale ou humaine. Il inhibe le fonctionnement de la dihydrofolate réductase qui catalyse la réduction du dihydrofolate en tétrahydrofolate. Le tétrahydrofolate est la vitamine B9 nécessaire à la synthèse des bases puriques, pyrimidiques et des acides aminés, en permettant l'incorporation de groupement à une unité carbone. Le triméthoprime agit donc par inhibition de la synthèse des acides nucléiques et des protéines des souches sensibles.
Son association avec le sulfaméthoxazole (sulfamide) rend l'inhibition de la croissance des bactéries plus efficace. Le sulfaméthoxazole est un analogue de l'acide para-aminobenzoïque, constituant avec les ptérines des dihydrofolates. Le sulfaméthoxazole agit au niveau de la synthèse des dihydrofolates puis le triméthoprime au niveau de la réduction en tétrahydrofolate. L'association bloque ainsi la synthèse de tétrahydrofolate, conduisant à la mort des cellules bactériennes. Chez les animaux, la vitamine B9 est d'origine alimentaire (végétaux ingérés ou bactéries de la flore intestinale), ce qui rend les animaux peu sensibles à l'action du triméthoprime.

## Divers
Le triméthoprime fait partie de la liste modèle de l'OMS des médicaments essentiels (liste mise à jour en avril 2013).